# 第309步兵師 (德國國防軍)
德國國防軍陸軍第309步兵師（德語：309. Infanterie-Division），又名柏林步兵師（德語：Infanterie-Division Berlin）、大柏林步兵師（德語：Infanterie-Division Groß-Berlin），是納粹德國國防軍陸軍的一個步兵師。該師於1945年2月組建。
該師組建後，一直在東線作戰。
該師最後於1945年4月在哈爾伯口袋被圍殲。

## 註腳
1. ↑  Mitcham（2007年）